# ライフワンズ
ライフワンズ株式会社は、ミッションに「豊かな高齢化社会の実現」、ビジョンに「社会に信頼される革新的パートナー」を掲げ、医療機関・介護事業所・福祉施設に対して、主に人材紹介サービスを提供している。2019年5月1日に社名変更するまでの名称は「日本メディカル株式会社」。

## 沿革
- 2008年（平成20年）9月 日本メディカル株式会社（渋谷区円山町）設立。
- 2009年（平成21年）1月 看護師転職サービス「ナースナビ（NurseNABI）」を開始。
- 2010年（平成22年）2月 大阪事業所（大阪市北区）設立。
- 2010年（平成22年）4月 大阪市北区鶴野町から大阪市北区堂島に大阪事業所移転。
- 2011年（平成23年）3月 看護師転職サービス「JMナースバンク」を開始。
- 2012年（平成24年）2月 看護師転職サービス「クリックナースバンク」を開始。
- 2012年（平成24年）7月 渋谷区円山町から渋谷区渋谷に東京本社移転。
- 2012年（平成24年）11月 介護職の人材紹介サービスを開始。
- 2013年（平成25年）5月 サービス名をクリックジョブに統一（看護・介護）。
- 2014年（平成26年）3月 横浜事業所（神奈川県横浜市西区）設立。
- 2014年（平成26年）11月 名古屋事業所（愛知県名古屋市中村区）設立。
- 2014年（平成26年）12月 千葉事業所（千葉県船橋市）設立。
- 2015年（平成27年）5月 渋谷区渋谷から目黒区上目黒に東京本社移転。
- 2015年（平成27年）8月 大阪市北区堂島から大阪市北区梅田に大阪事業所移転。
- 2016年（平成28年）1月 埼玉事業所（埼玉県さいたま市）設立。
- 2016年（平成28年）2月 横浜事業所移転。
- 2016年（平成28年）4月 福岡事業所（福岡県福岡市博多区）設立。
- 2016年（平成28年）7月 仙台事業所（宮城県仙台市青葉区）設立。
- 2017年（平成29年）2月 愛知県名古屋市に名古屋事業所移転。
- 2018年（平成30年）6月 千葉県千葉市に千葉事業所移転。
- 2019年（平成31年）1月 神奈川県横浜市に横浜事業所移転。
- 2019年（平成31年）5月 日本メディカル株式会社からライフワンズ株式会社に社名変更。

## 人材紹介事業
- クリックジョブ看護 看護師の転職支援サービス（常勤・非常勤）
  - 日本最高水準の医療系求人サイトとして2012年2月オープン
  - 業界初の新サービス「クリックだけで面接予約」を立ち上げ、これまでにないスピーディーな転職活動を実現
  - 2013年5月に『クリックナースバンク』から『クリックジョブ看護』へサービス名変更

- クリックジョブ介護  介護職の転職支援サービス（常勤・非常勤）
- クリックジョブ保育  保育士の転職支援サービス（常勤・非常勤）
- クリックジョブフード  飲食業界の転職支援サービス（常勤・非常勤）

- 厚生労働大臣許可
  - 有料職業紹介事業（許可番号　13-ユ-303765）

## 役員
- 代表取締役社長 野村大介
- 常務取締役 事業戦略部長 安藤俊
- 取締役 業務管理部長 水口絢治
- 監査役 廣田純子

## 事業所
- 東京本社　　　〒153-0051　東京都目黒区上目黒2-1-1 中目黒GTタワー11F（中目黒駅隣接）
- 横浜支社　　　〒221-0056　神奈川県横浜市神奈川区金港町1-4 横浜イーストスクエア5F（横浜駅隣接）
- 名古屋事業所　〒450-0003　愛知県名古屋市中村区名駅南1-24-30 名古屋三井ビル本館15F（名古屋駅隣接）
- 大阪事業所　　〒530-0001　大阪府大阪市北区梅田3-4-5　毎日インテシオ4F（梅田駅隣接）

## グループ会社
- ライフワンズメディア株式会社